# 領海及び接続水域に関する条約
領海及び接続水域に関する条約（りょうかいおよびせつぞくすいいきにかんするじょうやく）は、1958年4月29日に作成され1964年9月10日に発効した32カ条からなる条約である。領海条約と略称される。52カ国が批准している。第1次国連海洋法会議にて採択されたジュネーヴ海洋法4条約のひとつ。領海および接続水域の制度を規定する。

## 経緯
1947年、国連総会は国際法の法典化を任務とする国連国際法委員会を設立し、1949年の同委員会第1会期から領海制度の法典化が議題のひとつとして取り上げられた。国際法委員会から領海制度に関する特別報告者に任命されたJ.P.A.フランソワは基線や湾、隣り合う国家間の領海の境界画定方法について調査を行い、専門家や各国政府の見解を参考にフランソワは報告書を作成し国際法委員会に提出、これをもとにして第6、第7会期に領海制度に関する条文草案が採択された。さらに国際法委員会は1956年の第8会期にこの領海制度を含む海洋法制度全体をまとめた73カ条からなる条文草案を採択し、これを条約として実効性のあるものとするため国連総会に対し海洋法に関する審議を行うための外交会議の招集を勧告した。この勧告を受けて国連総会は決議1105 (XI)を採択し、これにもとづき1958年にスイスのジュネーヴで開催された第1次国連海洋法会議に国際法委員会が作成した73カ条の草案が提出された。86カ国の参加による同会議では国際法委員会の草案をもとに審議がなされ、その結果本条約とともに大陸棚条約、公海条約、公海生物資源保存条約条約の4つの条約が採択された。この4つの条約はジュネーヴ海洋法4条約といわれる。

## 内容
領海の一般的地位（第1条、第2条）、領海の限界（第3条-第13条）、無害通航権（第14条-第23条）、接続水域（第24条）を規定し、現代の領海や接続水域の制度の基本を確定した。
領海に関する国家の権能について、本条約は「国の主権は、その領土及び内水をこえ､その海岸に接続する水域で領海といわれるもの」（第1条第1項）および「領海の上空並びに領海の海底を及びその下に及ぶ」（第2条）とする。

## 国連海洋法条約
領海条約採択時には各国の意見が一致せず領海の幅に関する規定は置かれなかったが、1982年に採択された海洋法に関する国際連合条約（国連海洋法条約）第2部（第2条-第33条）には「領海及び接続水域」に関する規定が設けられ、領海の幅は12カイリまでとされた。
その他若干の相違はあるものの、国連海洋法条約は本条約を含めたジュネーヴ海洋法4条約の制度を統合し発展させたもので、国連海洋法条約の締約国の間では4条約より国連海洋法条約の方が優先されることとなった（国連海洋法条約第311条第1項）。